# Echinophora
Echinophora (del griego echine, "espina" y phoros, "portador") es un género de plantas pertenecientes a la familia Apiaceae. Comprende 20 especies descritas y de estas, solo 11 aceptadas.

## Taxonomía
El género fue descrito por Carlos Linneo y publicado en Species Plantarum 1: 339. 1753. La especie tipo es: Echinophora spinosa L.	

## Especies
A continuación se brinda un listado de las especies del género Echinophora aceptadas hasta septiembre de 2012, ordenadas alfabéticamente. Para cada una se indica el nombre binomial seguido del autor, abreviado según las convenciones y usos.
- Echinophora carvifolia Boiss. & Balansa
- Echinophora chrysantha Freyn & Sint.
- Echinophora cinerea (Boiss.) Hedge & Lamond
- Echinophora lamondiana Yildiz & Z.Bahcecioglu
- Echinophora orientalis Hedge & Lamond
- Echinophora platyloba DC.
- Echinophora scabra Gilli
- Echinophora spinosa L.
- Echinophora tenuifolia L.
- Echinophora tournefortii Jaub. & Spach
- Echinophora trichophylla Sm.